# Caye Goff
La Caye Goff (en espagnol : Cayo Goff) est une caye de la mer des Caraïbes appartenant administrativement au district de Belize. C'est l'une des multiples îles de la barrière de corail du Belize. Elle est située à l'ouest de l' atoll Turneffe.
Elle est considérée comme un site archéologique en raison de ses colonies datant de l'ère coloniale. À l'époque coloniale, l'île servait de lieu de pêche, de commerce et de cimetière.
L'île est considérée comme une terre publique et est gérée par l'autorité de gestion de la zone côtière et son institut. Il est fréquemment utilisé par les béliziens et les touristes en bateau de croisière à des fins récréatives.

## Écosystème
L’écosystème autour de l'île est très important pour la pêche, en particulier pour la production de homard, d’escargot et de poisson. La partie nord de l'île est également connue pour être une zone d'alimentation pour les tortues de mer.

## Galerie

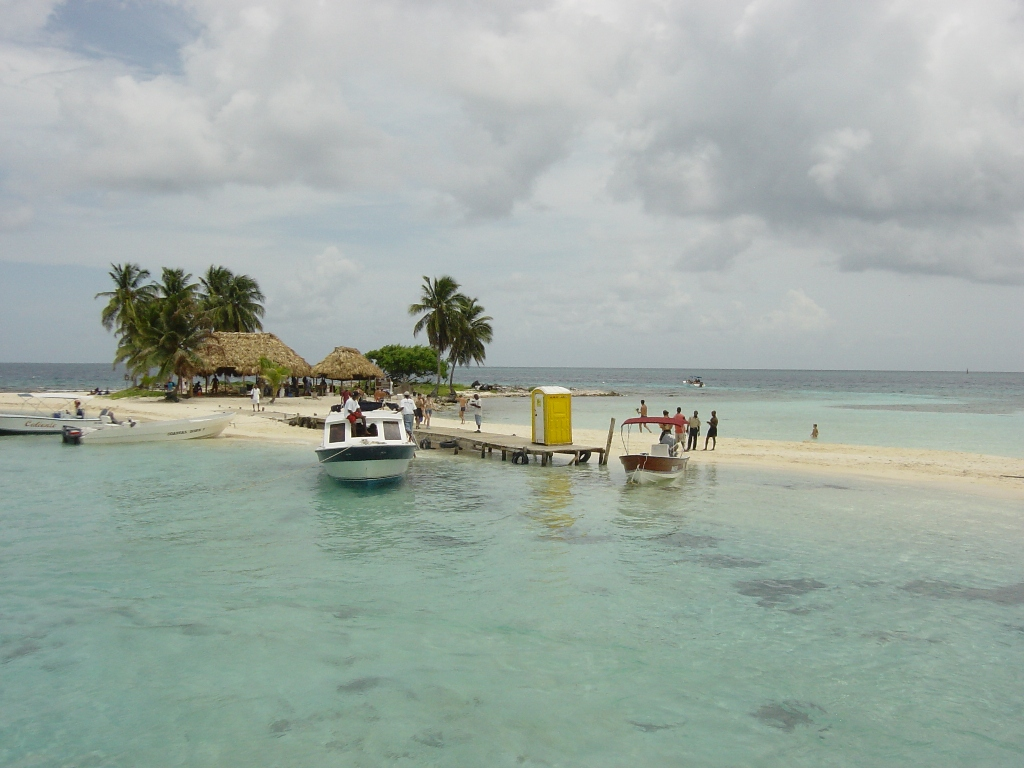
Caye Goff (débarquadère)
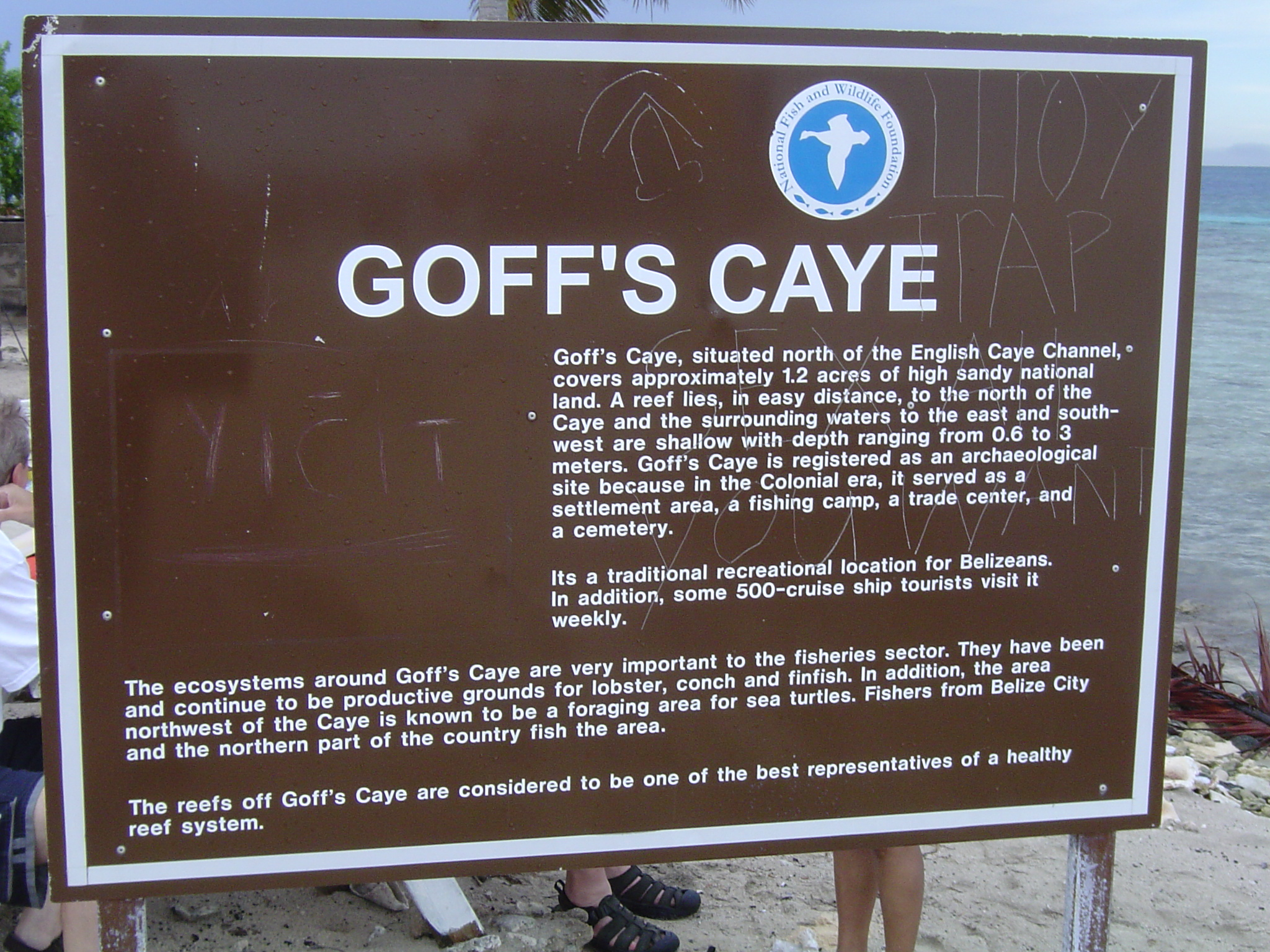
Caye Goff (panneau d'information)